# 리제트 올리베라
리제트 알렉시 구티에레즈(영어: Lisette Alexís Gutiérrez, 1999년 4월 16일 ~ )는 미국 배우이다. 내셔널 트레져 프랜차이즈의 2022년 연장선인 내셔널 트레져: 숨겨진 이야기 시리즈에서 그녀의 역할로 유명하다.

## 전기
1999년 4월 16일 캘리포니아주 로스앤젤레스에서 태어났다. 그녀는 멕시코 출신이다. 그녀는 스스로 운전할 수 있을 만큼 나이가 들었을 때 근처 할리우드에서 단편 영화 오디션을 보았다. 그녀는 대학에서 모델을 했다.

## 출연
- 2018년: 토탈 이클립스 (Total Eclipse) – 미인
- 2019년: 가장 (Feint) – 도나
- 2021년: 나는 항상 후에 말했다 (I Always Said After) – 알마 루나
- 2021년: 우리는 뭔가를 해야 합니다 (We Need to Do Something) – 에이미
- 2022년: 내셔널 트레져: 숨겨진 이야기 (National Treasure: Edge of History) – 제스 발렌수엘라